# ژوکوو (استان بلگورود)
ژوکوو (انگلیسی: Zhukovo, Belgorod Oblast) یک شهرک در بخش آلکسیفسکی استان بلگورود کشور روسیه است.